# II. Takelot
II. Takelot (uralkodói nevén Hedzsheperré Szetepenré) az ókori egyiptomi XXIII. dinasztia második uralkodója volt. Az Alsó-Egyiptomban hatalmon lévő XXII. dinasztia riválisaként uralkodott a felső-egyiptomi Théba környékén.

## Uralkodása
Takelot fáraó a legújabb tudományos kutatások szerint azonos Takelot Ámon-főpappal, Nimlot thébai Ámon-főpap fiával, II. Oszorkon fáraó unokájával. Két, Takelottal kapcsolatos holdnaptár-dátum alapján úgy tűnik, az uralkodó i. e. 845-ben vagy 834-ben lépett trónra a kettéosztott Egyiptomban. Ma a legtöbb egyiptológus, köztük Aidan Dodson, Gerard Broekman, Jürgen von Beckerath, M.A. Leahy és Karl Jansen-Winkeln is elfogadja David Aston elméletét, mely szerint II. Oszorkont Taniszban III. Sesonk követte, nem II. Takelot. Aidan Dodson és Dyan Hilton az ókori egyiptomi uralkodócsaládokról írt könyvében megjegyzi, hogy „II. Takelot valószínűleg azonos lehetett Takelot F főpappal, aki a karnaki feliratok szerint Nimlot C fia, és akinek hivatalban töltött ideje szépen illeszkedik a II. Takelot megjelenése előtti időbe.”
II. Takelot Felső- és Közép-Egyiptomot uralta, míg a taniszi központú XXII. dinasztia hatalma csak Alsó-Egyiptomra terjedt ki. Takelot főpap, Nimlot főpap fia és utóda egy ideig Ámon thébai főpapjaként szolgált, majd II. Oszorkon uralkodásának utolsó három évében királlyá kiáltotta ki magát. Ezt a karnaki J templom falainak reliefjei bizonyítják, melyeket Takelot főpap az uralkodóként ábrázolt II. Oszorkon tiszteletére készíttetett. A II. Takelot Sziészét és fiát, Oszorkon herceget említő dokumentumok mind Felső- vagy Közép-Egyiptomból származnak, Alsó-Egyiptomból egy se. Egy korábban neki tulajdonított taniszi királysírról és egy, a 9. évre datált bubasztiszi sztéléről mára bebizonyosodott, hogy I. Takelotot említik – bár ugyanazt az uralkodói nevet használták, II. Takelot hozzáadta nevéhez a Sziésze („Ízisz fia”) nevet, hogy mutassa kötődését Thébához és megkülönböztesse magát I. Takelottól.

## Oszorkon trónörökös

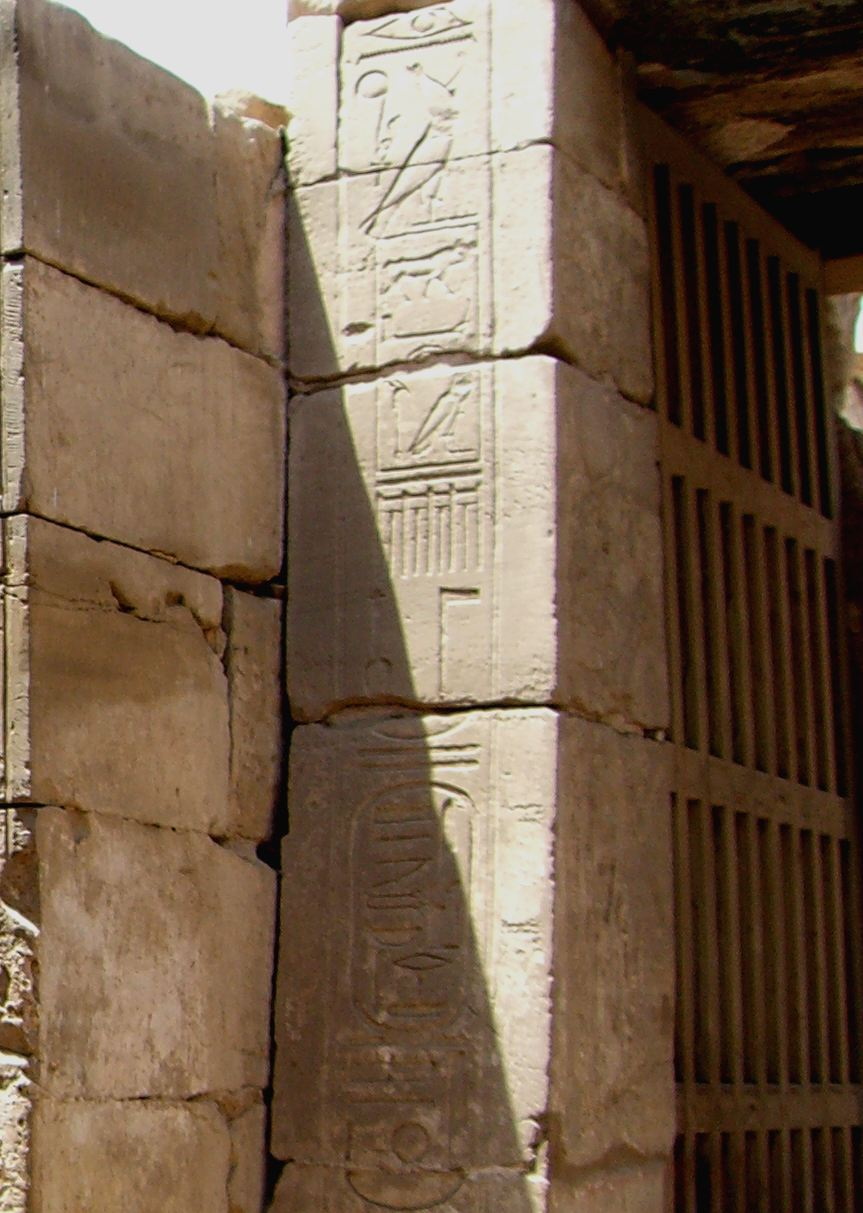
II. Takelot titulatúrája a karnaki Ptah-templom egyik ajtaján.

II. Takelot II. Oszorkon uralkodásának utolsó három éve és III. Sesonk uralmának első két évtizede alatt kormányozta Felső- és Közép-Egyiptomot. Az egyiptológusok nagy része mostanra elfogadja, hogy II. Takelot fia, Oszorkon trónörökös herceg és főpap azonos III. Oszorkonnal. Személyazonossága körül korábban azért merültek fel kételyek, mert a trónörökös híres krónikájában, melyet a bubasztiszi kapura vésetett fel a karnaki templomban, eleinte II. Takelot, majd a taniszi III. Sesonk évei szerint vannak datálva a herceg cselekedetei – a 11. évtől a 24-ig Takelotot, a 22-től a 29-ig Sesonkot említi a datálás. Míg Kenneth Kitchen ezt úgy értelmezte, hogy III. Sesonk II. Takelotot követte Taniszban, a valóságban a két uralkodó közeli kortársa volt egymásnak, mert Oszorkon apjának a 25. uralkodási évében bekövetkezett halála után azonnal III. Sesonk 22. évével kezdte datálni cselekedeteit, nem III. Sesonk első évével. Ez azt jelenti, hogy nem létezett az a két évtizedes időszak (III. Sesonk 1. és 22. éve között), amit Kitchen kronológiája sugall, és amíg Oszorkon igyekezett visszaszerezni a hatalmat Théba fölött, mert II. Takelot 25. éve egyenlő III. Sesonk 22. évével. Oszorkon valószínűleg azért nem foglalta el rögtön apja trónját, mert hosszas polgárháborút vívott riválisával, I. Pedubaszttal, majd később VI. Sesonkkal. Ehelyett a XXII. dinasztia Taniszban épp hatalmon lévő fáraója, III. Sesonk éveivel datálta tetteit. Az az elmélet is megdőlt, hogy III. Sesonk Oszorkon elől szerezte volna meg a taniszi trónt, mert a két fáraó két külön királyság fölött uralkodott: a XXII. dinasztia Alsó-, míg II. Takelot és Oszorkon Felső-Egyiptomban, amely Hérakleopolisz Magnától Thébáig terjedt, és ahol mindkettejüket említik. 1983-ban a Heian Múzeum japán kutatói egy adománysztélét fedeztek fel Tehnában; erről kiderül, hogy III. Oszorkon egykor Ámon főpapjaként szolgált. Ez a személy csak a máshonnan jól ismert Oszorkon főpap lehet, mivel más Oszorkon nevű thébai főpap nem ismert ebből a korszakból egészen fél évszázaddal későbbig, III. Takelot uralkodásáig, akinek Oszorkon nevű fia töltötte be ezt a pozíciót.

## A thébai felkelés
II. Takelot tizenegyedik uralkodási évében lázadás tört ki ellene I. Pedubaszt vezetésével, akinek követői megkérdőjelezték Takelot Théba fölötti uralmának jogosságát. Takelot fiát, Oszorkont küldte a lázadók leverésére. A herceg sikeresen visszaszerezte a hatalmat a város fölött, majd kinevezte magát Ámon új főpapjává. A lázadók közül volt, akinek a testét elégettette, hogy megtagadja tőlük a túlvilági életet. Mindössze négy évvel később, Takelot tizenötödik évében azonban újabb nagy lázadás tört ki ellene, és ezúttal I. Pedubaszt elűzte Oszorkon seregeit Thébából. Hosszas hatalmi harc tört ki, ami zűrzavaros, instabil korszakot hozott Felső-Egyiptomnak. II. Takelot/Oszorkon és I. Pedubaszt/VI. Sesonk harca huszonhét éven át tartott, II. Takelot 15. és 25., majd III. Sesonk 22. és 39. uralkodási éve között. Oszorkon végül legyőzte ellenségeit, elfoglalta a várost és trónra lépett.
Oszorkon herceg krónikája, melyet a karnaki templomban a bubasztiszi kapura véstek fel, apja 11. és 24. uralkodási éve, majd III. Sesonk 22. és 29. éve között számol be a herceg cselekedeteiről. Takelot azonban 25. uralkodási évéig élt, mint arról egy adománysztélé tanúskodik, amelyet fia állíttatott főpapként, nem sokkal apja halála előtt: a sztélén rögzítették, hogy Takelot lánya, Karomama harmincöt arura földet kap. Egy papiruszt (P. Berlin 3048) szintén sikerült teljes bizonyossággal II. Takelot (és nem III. Takelot) uralkodására datálni, mivel említenek benne egy bizonyos Harsziészét, Ámon negyedik prófétáját, akiről tudni, hogy II. Takelot alatt szolgált. A papiruszon számos uralkodási év szerepel, köztük a 13., 14., 16., 23. és még a 26. is, bár máshonnan nincs rá bizonyíték, hogy Takelotnak lett volna 26. uralkodási éve, így lehet, hogy egy másik fáraóra utal. Takelot sírja mindeddig nem került elő.

## Családja
Takelot Nimlot főpap és Tentszepeh fia volt. Egy fivére ismert, Ptahudzsanhef, valamint két lánytestvére, Karomama és Sepenszopdet. Nagy királyi hitvese testvére, Karomama volt, akitől két fia született:
- III. Oszorkon, Ámon főpapja, később fáraó,
- Bakenptah, Hérakleopolisz tábornoka, akit III. Oszorkon 39. uralkodási évében említenek a király fivéreként.[18]

Egy másik feleségének a neve csak részben maradt fenn: Tasep[…]. Egy fiuk ismert:
- Nimlot, egy fából készült sztélé (Torino 1468/Vatikán 329) említi Takelot király és Tasep[…] fiaként, valószínűleg II. Takelot fia.[18]

Egy további ismert felesége Tabeketenaszket. Egy lányuk ismert:
- Iszetweret, akinek férje Nahtefmut thébai vezír. Említik lánya, Tabeketenaszket (más néven Tamit) és unokája, Anhpahered koporsóján (Berlin 20132 és 20136).[18][19] Tabeketenaszket Ámon-Ré szisztrumjátékora volt, a Ramesszeumban lévő B28 sírba temették, koporsója és kanópuszedényei ma Berlinben vannak.[20] Anhpahered Mut negyedik prófétája volt, szintén a Ramesszeumba, a B29 sírba temették, koporsója és kanópuszedényei ma Berlinben vannak.[21]

További ismert gyermekei:
- Dzsedptahefanh, Takelot egyik fiatalabb fia.
- Sepenszopdet; férje Ámon negyedik prófétája, Dzsedhonszuefanh. Egy szoborról ismert, mely ma a kairói Egyiptomi Múzeumban található (CG 42211);[18][19] ezt fiuk, Nahtefmut legyezőhordozó állíttatta nekik.[22]
- Karomama, Ámon énekesnője.[18] Apja 25. uralkodási évében említik egy sztélén, melyen azt örökítik meg, hogy földet adományoztak neki.[22]
- […]iufanh, neve töredékesen maradt fenn, egy kőtömb említi (ma Stockholmban).[23]

## Név, titulatúra
A fáraók titulatúrájának magyarázatát és történetét lásd az Ötelemű titulatúra szócikkben.
| G5 |

| G5 |

| E1 · D40 | N28 | G17 | R19 |

| E1 · D40 | N28 | G17 | R19 |

| E1 · D40 | N28 | G17 | R19 |

| E1 · D40 | N28 | G17 | R19 |

| G5 |

| G5 |

| E1 · D40 | N28 | G17 | R19 |

| E1 · D40 | N28 | G17 | R19 |

| E1 · D40 | N28 | G17 | R19 |

| E1 · D40 | N28 | G17 | R19 |

| M23 | L2 |

| M23 | L2 |

| N5 | S1 | L1 | N5 | U21 · n |

| N5 | S1 | L1 | N5 | U21 · n |

| N5 | S1 | L1 | N5 | U21 · n |

| N5 | S1 | L1 | N5 | U21 · n |

| N5 | S1 | L1 | N5 | U21 · n |

| N5 | S1 | L1 | N5 | U21 · n |

| N5 | S1 | L1 | N5 | U21 · n |

| N5 | S1 | L1 | N5 | U21 · n |

| M23 | L2 |

| M23 | L2 |

| N5 | S1 | L1 | N5 | U21 · n |

| N5 | S1 | L1 | N5 | U21 · n |

| N5 | S1 | L1 | N5 | U21 · n |

| N5 | S1 | L1 | N5 | U21 · n |

| N5 | S1 | L1 | N5 | U21 · n |

| N5 | S1 | L1 | N5 | U21 · n |

| N5 | S1 | L1 | N5 | U21 · n |

| N5 | S1 | L1 | N5 | U21 · n |

| G39 | N5 | \| \| |
|     |    |       |

|  |

| G39 | N5 | \| \| |
|     |    |       |

|  |

| M17 | Y5 · N35 · U7 | Q1 | H8 | V13 · V31 · D21 | U33 |

| M17 | Y5 · N35 · U7 | Q1 | H8 | V13 · V31 · D21 | U33 |

| M17 | Y5 · N35 · U7 | Q1 | H8 | V13 · V31 · D21 | U33 |

| M17 | Y5 · N35 · U7 | Q1 | H8 | V13 · V31 · D21 | U33 |

| M17 | Y5 · N35 · U7 | Q1 | H8 | V13 · V31 · D21 | U33 |

| M17 | Y5 · N35 · U7 | Q1 | H8 | V13 · V31 · D21 | U33 |

| M17 | Y5 · N35 · U7 | Q1 | H8 | V13 · V31 · D21 | U33 |

| M17 | Y5 · N35 · U7 | Q1 | H8 | V13 · V31 · D21 | U33 |

| G39 | N5 | \| \| |
|     |    |       |

|  |

| G39 | N5 | \| \| |
|     |    |       |

|  |

| M17 | Y5 · N35 · U7 | Q1 | H8 | V13 · V31 · D21 | U33 |

| M17 | Y5 · N35 · U7 | Q1 | H8 | V13 · V31 · D21 | U33 |

| M17 | Y5 · N35 · U7 | Q1 | H8 | V13 · V31 · D21 | U33 |

| M17 | Y5 · N35 · U7 | Q1 | H8 | V13 · V31 · D21 | U33 |

| M17 | Y5 · N35 · U7 | Q1 | H8 | V13 · V31 · D21 | U33 |

| M17 | Y5 · N35 · U7 | Q1 | H8 | V13 · V31 · D21 | U33 |

| M17 | Y5 · N35 · U7 | Q1 | H8 | V13 · V31 · D21 | U33 |

| M17 | Y5 · N35 · U7 | Q1 | H8 | V13 · V31 · D21 | U33 |

## Fordítás
- Ez a szócikk részben vagy egészben  a   Takelot II című angol Wikipédia-szócikk ezen változatának fordításán alapul.  Az eredeti cikk szerkesztőit annak laptörténete sorolja fel. Ez a jelzés csupán a megfogalmazás eredetét és a szerzői jogokat jelzi, nem szolgál a cikkben szereplő információk forrásmegjelöléseként.